# Rafael Garza Gutiérrez
Rafael Garza Gutiérrez, (Mexikóváros, 1896. december 13. – 1974. július 3.) néhai mexikói labdarúgóhátvéd, majd edző, valamint a mexikói labdarúgás egyik meghatározó csapatának, a Club Américának egyik alapítója volt.

## Pályafutása
Rafael egyike volt annak a két mexikóvárosi főiskola (Colegio Mascarones, Colegio Marista de la Perpetua) hallgatóinak, akik 1916. október 16-án létrehozták a Club América labdarúgó együttesét.
1917 után a csapat játékosa és edzője is lett; az akkor még amatőr szintű bajnokságban négy bajnoki címet szerzett a Sasokkal.
1928-ra már az ország legjobb edzői között tartották számon, de eközben még játszott is, sőt, részt vett az 1930-as világbajnokságon is.
1932-ben fejezte be játékos karrierjét, azonban a későbbiekben is a klub edzőjeként tevékenykedett tovább. 1934-ben a mexikói válogatottat is irányította, és még két időszakot (1937–1938, 1949) töltött kapitányként a nemzeti csapatnál. 1949-ben megnyerte Mexikóval az Észak-amerikai nemzetek kupáját.

## Sikerei

### Játékosként
- 4-szeres mexikói bajnok:
  - Club América: 1924–25, 1925–26, 1926–27, 1927–28
- 1-szeres Copa Challenger győztes:
  - Club América: 1927

### Edzőként
- 2-szeres mexikói bajnok:
  - Club América: 1926–27, 1927–28
- 1-szeres NAFC bajnok:
  - Mexikó: 1949